# Redes de Economía Alternativa y Solidaria
Redes de Economía Alternativa y Solidaria (REAS) es una asociación española que forma una red de redes de empresas sociales e instituciones de la economía social que pretende construir unas estructuras económicas solidarias, no excluyentes, no especulativas, donde la persona y el entorno sean el eje, el fin "y no el medio" para conseguir unas condiciones dignas para todas las personas, a través de conceptos como:
- Banca ética
- Consumo responsable
- Comercio justo
- Mercado social